# Прибережний (Саратовська область)
Прибережний (рос. Прибрежный) — селище у Енгельському районі Саратовської області Російської Федерації.
Населення становить 1492 особи. Належить до муніципального утворення місто Енгельс.

## Історія
Населений пункт розташований у межах українського історичного та культурного регіону Жовтий Клин.
До 1941 року належав до АРСР Німців Поволжя. Орган місцевого самоврядування від 2004 року — місто Енгельс.

## Населення
| 2010 |
| ---- |
| 1492 |